# Eduard Zintl
Eduard Zintl (21. ledna 1898 Weiden – 17. ledna 1941 Darmstadt) byl německý chemik, zabýval se převážně intermetalickými sloučeninami. Objevil Zintlovy fáze, které jsou po něm pojmenovány.

## Kariéra
Titul Ph.D. získal v roce 1923, ve věku 25 let, tématem jeho doktorské práce bylo upřesnění molární hmotnosti bromu. Poté zůstal ve skupině Otto Hönigschmida, kde se podílel na vedení Ph.D. studentů, např. Josefa Goubeau.
V letech 1928 až 1933 byl profesorem anorganické chemie na Freiburské univerzitě. V tomto období se zabýval studiem struktury komplexních aniontů vzniklých rozpouštěním kovů v kapalném amoniaku, jedním z komplexů, které objevil byl [Na(NH3)x]4[Pb9].
Práce v laboratoři atomových hmotností mu umožnila získat zkušenosti s prací s chemickými prvky a jejich sloučeninami. Rozpoznal, že ve sloučeninách dochází ke zmenšování atomového objemu, což může naznačovat vznik kationtů.

### Práce v Darmstadtu

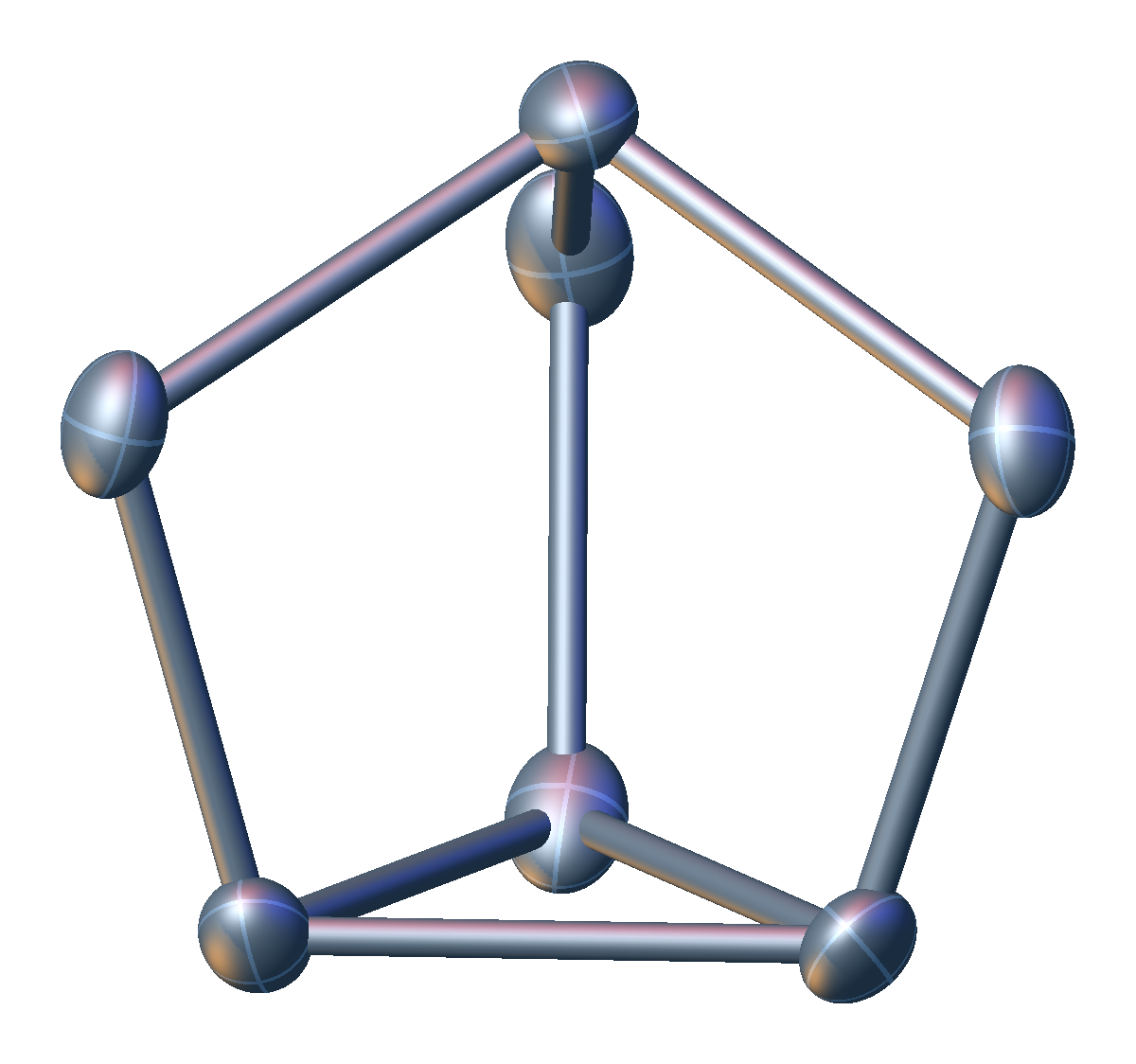
Struktura aniontu [As_{7}^{3−} v Zintlově fázi Cs_{2}NaAs_{7}.

V roce 1933 nastoupil na Technickou univerzitu Darmstadt. Zdejší výzkum komplexních aniontů ho přivedl až k objevu Zintlových fází. Zintlovy fáze jsou iontové sloučeniny, anionty jsou tvořeny klastry. Dochází zde k přenosu elektronu z elektropozitivnějšího kovu. Např. v Na2Tl je polyanion Tl 8-
4  s tetraedrickou strukturou podobnou bílému fosforu.